# Långasjön (Asarums socken, Blekinge)
Långasjön är en sjö i Karlshamns kommun i Blekinge och ingår i Mieåns huvudavrinningsområde. Sjön är 10 meter djup, har en yta på 0,964 kvadratkilometer och befinner sig 48 meter över havet. Sjön avvattnas av vattendraget Mieån.

## Delavrinningsområde
Långasjön ingår i det delavrinningsområde (623482-144034) som SMHI kallar för Utloppet av Långasjön. Medelhöjden är 57 meter över havet och ytan är 6,1 kvadratkilometer. Räknas de 20 avrinningsområdena uppströms in blir den ackumulerade arean 261,88 kvadratkilometer. Avrinningsområdets utflöde Mieån mynnar i havet. Avrinningsområdet består mestadels av skog (65 %). Avrinningsområdet har 0,93 kvadratkilometer vattenytor vilket ger det en sjöprocent på 15,3 %. Bebyggelsen i området täcker en yta av 0,72 kvadratkilometer eller 12 % av avrinningsområdet.